# Дабусия

Дабусия (узб. Дабусия) — исчезнувший согдийский город, находившийся на территории современной Самаркандской области Узбекистана. Ныне сохранилось городище Дабусия.

## История
Дабусия была основана в III в. до н. э.
В раннее средневековье Дабусия упоминается в числе пяти крупных городов Согда. В период борьбы согдийцев и тюркских отрядов с арабами здесь отмечается гарнизон до 10 тысяч воинов.
В 728-729 гг., во время крупнейшего антиарабского восстания населения Самарканда и Бухары, согдийцы обратились за помощью к тюргешскому кагану. Вторжение тюргешей привело на короткий срок к почти полному освобождению Согда от арабов, которые удерживали лишь Самарканд и Дабусию.
Дабусия упоминают многие историки и ученые, среди них Абу Рейхан аль-Бируни (973-1048).
В легендарных сведениях XIV века считалось, что Александр Македонский «дойдя до земли Согда, он построил там Самарканд и город, известный как ад‐Дабусийа».
К настоящему времени сохранились могучая цитадель опоясанная рвом, и сам город, частично превращённый в кладбище. Сохранился двухпортальный мавзолей Абу Хурейры, вероятно, XVII века с прекрасной мраморной стеллой в изголовье надмогильной саганы. В северо-западной части шахристана сохранились остатки крепости зиятдинского бека конца ХIХ – начала XX вв. и арка мечети.

## Известные ученые средневековья, выходцы из Дабусии
В основном это были теологи, правоведы, языковеды, юристы.
Абу Зайд Убайдулло ибн Умар ибн Исо ад-Дабуси, Зулайм ибн Ҳатит ал-Жахзами ад-Дабуси, Абу Мухаммад Ахмад ибн Мухаммад ибн ад-Дабуси, Абдулфатх Маймун ибн Мухаммад ибн Абдулла ибн Бакр ибн Мажжа ад-Дабуси, Абдулкосим Махмуд ибн Маймун ибн Мухаммад ибн Абдулла ибн Бакр Мажжа ад-Дабуси, Абулкосим Али ибн Абу Яъло ал-Музаффар ибн Хамза ибн Зайд ал-Авали ал-Ҳусайни аш-Шофиъ ад-Дабуси, Абу Усмо Саъид ибн ал-Ахвас ал-Азди ад-Дабуси, Юнус ибн Иброхим ибн Абдулкавий ибн Касим ибн Довуд ал-Канони ал-Аскалоний Абу Нун ад-Дабусий – Макир, ар-Рогиний Абу Наср Мансур ибн Жаъфар ад-Дабуси, Мухаддис Абу Мухаммад Аҳмад ибн Мухаммад ибн ад-Дабуси